# Parafia św. Józefa Oblubieńca NMP we Wschowie

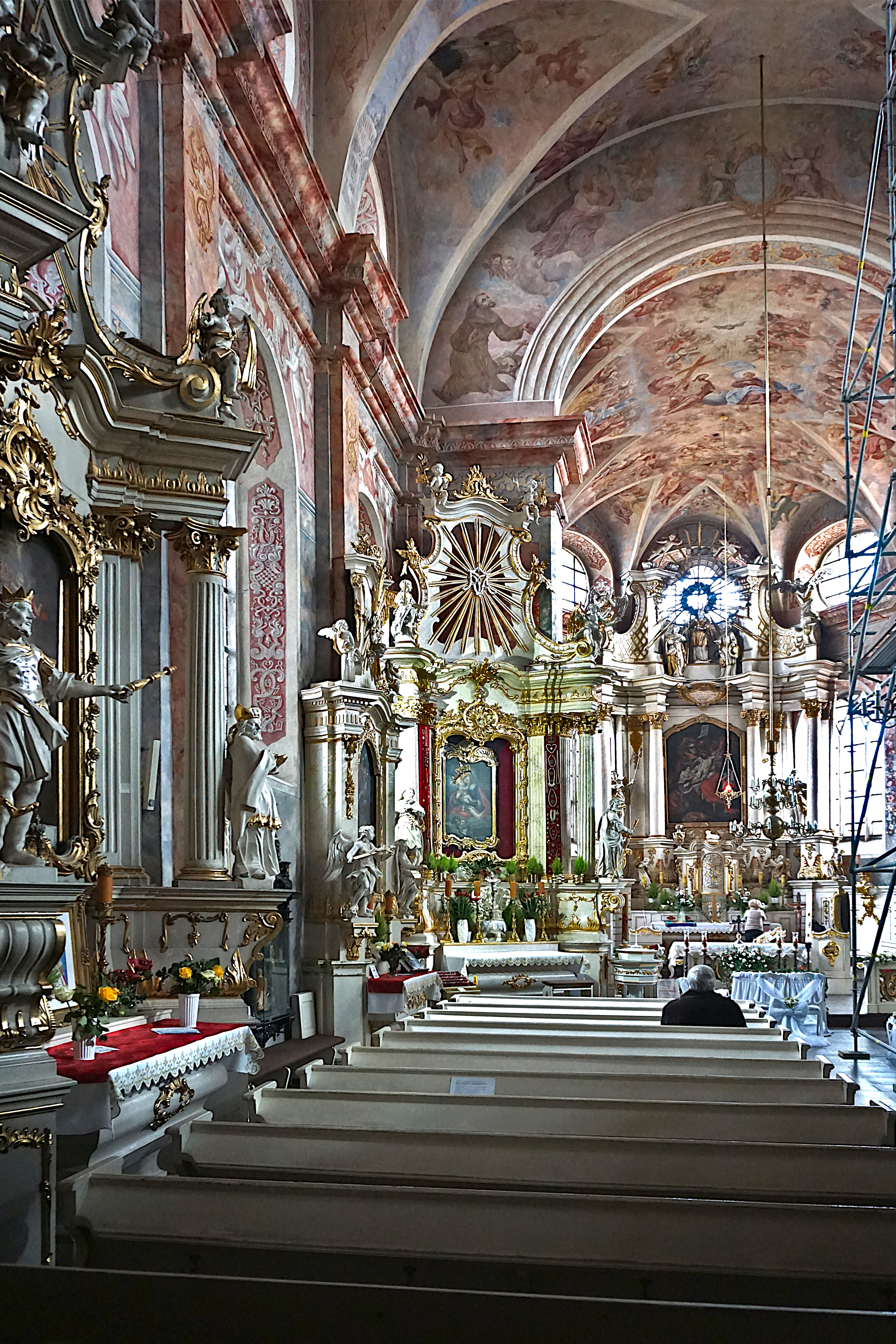
Wnętrze świątyni

Parafia pw. św. Józefa we Wschowie – rzymskokatolicka parafia należąca do dekanatu wschowskiego, diecezji zielonogórsko-gorzowskiej, metropolii szczecińsko-kamieńskiej w Polsce, erygowana 2 sierpnia 2017. Została wydzielona z parafii św. Stanisława.
Jest to parafia franciszkańska Zakonu Braci Mniejszych, podległa pod Prowincja Św. Franciszka Zakonu Braci Mniejszych w Poznaniu.
Kościół parafialny św. Józefa jest diecezjalnym sanktuarium NMP Matki Bożej Pocieszenia, która  4 września 2020 dekretem papieskim została ogłoszona Patronką Wschowy.

## Proboszczowie (kustosze sanktuarium)
- o. Augustyn Zygmunt OFM (od 2 sierpnia 2017 do 31 sierpnia 2022)
- o. Liberat P. Sobkowiak OFM (od 1 września 2022)

## Zasięg parafii
Na obszarze parafii znajdują się ulice: 

- Berwińskiego,
- Boczna,
- Cicha,
- Jasna,
- Klasztorna,
- Kościuszki,
- Kraszewskiego,
- Kuśnierska,
- Niepodległości,
- Paderewskiego,
- Parkowa,
- Piłsudskiego,
- Plac Grunwaldu,
- Pocztowa,
- Poprzeczna,
- Prusa,
- Reymonta,
- Rzemieślnicza,
- Sadowa,
- Sienkiewicza,
- Solna,
- Strażacka,
- Targowa,
- Tylna,
- Wąska,
- Wesoła,
- Wolności,
- Wolsztyńska (numery nieparzyste od 1 do 9 i nr 2)